# Liste der Bodendenkmäler in Monheim am Rhein
In der Liste der Bodendenkmäler in Monheim am Rhein sind die Bodendenkmäler der nordrhein-westfälischen Stadt Monheim am Rhein aufgelistet (Stand: September 2020).

## Bodendenkmäler
| Bild | Bezeichnung                                                          | Lage            | Beschreibung | Bauzeit | Eingetragen seit | Denkmal- nummer |
| ---- | -------------------------------------------------------------------- | --------------- | ------------ | ------- | ---------------- | --------------- |
|      | Innenhof des landwirtschaftlichen Anwesens Haus Bürgel               | Urdenbacher Weg |              |         |                  | 1               |
|      | Untertägige Wallanlage des ehemaligen römischen Castells Haus Bürgel | Urdenbacher Weg |              |         |                  | 2               |